# فيرتشوا كاب
فيرتشوا كاب (بالإنجليزية: Virtua Cop) (باليابانية: バーチャコップ)، هي لعبة فيديو يابانية من تطوير ونشر سيغا، تم عرض اللعبة على صالة الأركيد عام 1994، ومن ثم صدرت على منصات سيغا ساترن وبلاي ستيشن 2 ومايكروسوفت ويندوز.